# Charqueadas
Charqueadas es un municipio brasileño del estado de Rio Grande do Sul.
Se encuentra ubicado a una latitud de 29º57'17" Sur y una longitud de 51º37'31" Oeste, estando a una altitud de 30 metros sobre el nivel del mar. Su población estimada para el año 2004 era de 32.631 habitantes.
Ocupa una superficie de 459,569 km².
Charqueadas es una zona industrial, en ella se encuentra:
- una mina de carbón subterránea que operó hasta el 1990, fue operada por: Copelmi Mineração Ltda.;
- Puerto fluvial sobre el río Jacui.
- una central termoeléctrica capaz de generar 99.000 kW de potencia, propiedad de Tractebel Energía S/A;
- una metalúrgica destinada a la producción de aceros especiales, la "Aços Especiais Piratini" operada por el grupo Gerdau, el 80 % de cuya producción se destina a la industria automotriz.

- Datos: Q1751344
- Multimedia: Charqueadas (Rio Grande do Sul) / Q1751344